# Zanthoxylum syncarpum
Zanthoxylum syncarpum är en vinruteväxtart som beskrevs av Louis René Tulasne. Zanthoxylum syncarpum ingår i släktet Zanthoxylum och familjen vinruteväxter. Inga underarter finns listade i Catalogue of Life.